# Elefantiase
Elefantiase of olifantsziekte wordt veroorzaakt door parasitaire wormen van het type Filarioidea. In veel gevallen veroorzaakt de ziekte geen symptomen. Sommige patiënten ontwikkelen echter overmatige zwelling in de armen, benen of geslachtsdelen. De huid kan ook dikker worden en er kan pijn optreden. De veranderingen in het lichaam kunnen voor personen met de ziekte tot sociale en economische problemen leiden.

## Oorzaak
De meest bekende oorzaak is filariasis, een parasitaire infectie met kleine wormen (Wuchereria bancrofti of Brugia malayi). Deze huizen in de lymfevaten en wekken een ontstekingsreactie op. Door deze ontsteking raken de lymfebanen zo beschadigd dat de lymfe niet goed meer wordt afgevoerd, zodat lymfoedeem ontstaat. Langbestaand lymfoedeem leidt tot verdikking van de huidstructuur, papillomatose (bloemkoolaspect) van de huid, en een verhoogde kans op ontstekingen, die ook nog eens ernstiger verlopen. Andere vormen van lymfoedeem die niet behandeld worden leiden in principe tot dezelfde veranderingen. Denk hierbij aan lymfoedeem door zaken als wondroos, veneuze insufficiëntie, lymphogranuloma venereum, chromoblastomycose, of primair lymfoedeem doordat de lymfevaten niet goed zijn aangelegd (bijvoorbeeld bij de ziekte van Milroy).
De wormen worden verspreid door de beet van een besmette mug. Infecties beginnen meestal in de kindertijd. Er zijn drie soorten wormen die de ziekte veroorzaken: Wuchereria bancrofti, Brugia malayi en Brugia timori. De soort Wuchereria bancrofti komt het vaakst voor. De wormen beschadigen het lymfestelsel.

## Diagnose
De diagnose wordt gesteld door onder een microscoop bloed te bekijken dat ’s nachts wordt afgenomen. Het bloed moet door middel van een Giemsa-gekleurd bloeduitstrijkje en een dikke-druppelpreparaat worden onderzocht. Ook kan het bloed worden onderzocht op antilichamen tegen de ziekte.

## Preventie en behandeling
Preventie bestaat uit het jaarlijks behandelen van groepen waarin de ziekte voorkomt om zo de ziekte helemaal uit te roeien. Dit duurt ongeveer zes jaar. Medicijnen die gebruikt worden, zijn onder andere albendazol met ivermectine of albendazol met di-ethylcarbamazine. De medicijnen doden de volwassen wormen niet maar gaan verdere verspreiding van de ziekte tegen totdat de wormen vanzelf sterven. Pogingen om muggenbeten te voorkomen worden ook aangeraden, waaronder het verminderen van het aantal muggen en het gebruik van klamboes.

## Epidemiologie
In 2017 waren meer dan 160 miljoen mensen geïnfecteerd met lymfatische filariasis. Ongeveer 40 miljoen van hen hadden misvormingen of waren arbeidsongeschikt. In dat jaar liepen ongeveer 947 miljoen mensen in 54 landen het gevaar om met de ziekte geïnfecteerd te raken. In 2014 waren dat nog 1,4 miljard mensen in 79 landen. In Afrika en Azië komt de ziekte het meest voor. De ziekte leidt tot economische verliezen van vele miljarden euro’s per jaar.